# Copa Merconorte 2000
Die Copa Merconorte 2000 war die 3. Ausspielung des südamerikanischen Vereinsfußballwettbewerbs. Es nahmen 16 Mannschaften teil. Erstmals nehmen auch Vertreter aus Mexiko und Costa Rica am Wettbewerb teil. Der kolumbianische Vertreter Atlético Nacional gewann das Finale gegen Millonarios FC aus Kolumbien und holte damit seinen 2. Titel im Wettbewerb.

## Modus
Es nehmen 16 Mannschaften am Wettbewerb teil. Die Klubs spielen in 4 Gruppen à 4 Mannschaften. Die Gruppensieger qualifizieren sich für die Halbfinalspiele. Das Finale wird ebenso wie das Semifinale in Hin- und Rückspielen ausgetragen.

## Gruppenphase

### Gruppe A
| Pl. | Verein                | Sp. | S | U | N | Tore    | Diff. | Punkte |
| --- | --------------------- | --- | - | - | - | ------- | ----- | ------ |
| 1.  | Deportivo Guadalajara | 6   | 3 | 2 | 1 | 012:700 | +5    | 11     |
| 2.  | CD El Nacional        | 6   | 2 | 3 | 1 | 007:600 | +1    | 09     |
| 3.  | Estudiantes de Mérida | 6   | 2 | 1 | 3 | 009:110 | −2    | 07     |
| 4.  | América de Cali       | 6   | 1 | 2 | 3 | 003:700 | −4    | 05     |

### Gruppe B
| Pl. | Verein            | Sp. | S | U | N | Tore    | Diff. | Punkte |
| --- | ----------------- | --- | - | - | - | ------- | ----- | ------ |
| 1.  | Atlético Nacional | 6   | 3 | 1 | 2 | 010:800 | +2    | 10     |
| 2.  | LD Alajuelense    | 6   | 2 | 3 | 1 | 009:700 | +2    | 09     |
| 3.  | Club Necaxa       | 6   | 1 | 4 | 1 | 005:500 | ±0    | 07     |
| 4.  | Alianza Lima      | 6   | 1 | 2 | 3 | 006:100 | −4    | 05     |

### Gruppe C
| Pl. | Verein                    | Sp. | S | U | N | Tore    | Diff. | Punkte |
| --- | ------------------------- | --- | - | - | - | ------- | ----- | ------ |
| 1.  | Millonarios FC            | 6   | 3 | 3 | 0 | 011:600 | +5    | 12     |
| 2.  | Deportivo Toluca          | 6   | 2 | 2 | 2 | 015:110 | +4    | 08     |
| 3.  | Barcelona SC              | 6   | 1 | 3 | 2 | 006:100 | −4    | 06     |
| 4.  | Universitario de Deportes | 6   | 1 | 2 | 3 | 007:120 | −5    | 05     |

### Gruppe D
| Pl. | Verein            | Sp. | S | U | N | Tore    | Diff. | Punkte |
| --- | ----------------- | --- | - | - | - | ------- | ----- | ------ |
| 1.  | CS Emelec         | 6   | 3 | 2 | 1 | 006:400 | +2    | 11     |
| 2.  | CF Pachuca        | 6   | 3 | 0 | 3 | 006:700 | −1    | 09     |
| 3.  | Sporting Cristal  | 6   | 2 | 2 | 2 | 010:700 | +3    | 08     |
| 4.  | Oriente Petrolero | 6   | 1 | 2 | 3 | 007:110 | −4    | 05     |

## Halbfinale
Die Hinspiele fanden am 18. und 19., die Rückspiele am 25. und 26. Oktober 2000 statt.
|                 | Gesamt          |                       | Hinspiel | Rückspiel |
| --------------- | --------------- | --------------------- | -------- | --------- |
| América de Cali | 4:4 (4:2 i. E.) | Deportivo Guadalajara | 3:3      | 1:1       |
| Millonarios FC  | 5:3             | CS Emelec             | 2:0      | 3:3       |

## Finale
Das Hinspiel fand am 2., das Rückspiel am 9. November 2000 statt.
|                   | Gesamt |                | Hinspiel | Rückspiel |
| ----------------- | ------ | -------------- | -------- | --------- |
| Atlético Nacional | 2:1    | Millonarios FC | 2:1      | 0:0       |

## Beste Torschützen
| Rang | Spieler                 | Klub              | Tore |
| ---- | ----------------------- | ----------------- | ---- |
| 1    | León Darío Muñoz        | Atlético Nacional | 6    |
| 2    | Víctor Hugo Aristizábal | Atlético Nacional | 5    |
|      | Alejandro Kenig         | Club Sport Emelec | 5    |
|      | Jorge Soto              | Sporting Cristal  | 5    |